# Górne drogi oddechowe

Górne drogi oddechowe (krtań bywa też zaliczana w części lub w całości do dolnych dróg oddechowych)

Górne drogi oddechowe – część układu oddechowego człowieka, służąca do transportowania powietrza bogatego w tlen do płuc i do wydalania powietrza z płuc zawierającego produkty przemiany matrii, głównie dwutlenek węgla. W ich skład wchodzi jama nosowa (cavum nasi), gardło (pharynx) – z trąbką Eustachiusza (tuba auditiva) łączącą je z uchem środkowym (auris media) i krtań (larynx). Czasami krtań zaliczana jest do dolnych dróg oddechowych, a czasem częściowo do górnych, częściowo do dolnych dróg oddechowych, gdzie granicą są fałdy głosowe (część krtani powyżej fałdów głosowych zaliczana jest do górnych dróg oddechowych a poniżej do dolnych dróg oddechowych). Ściany górnych dróg oddechowych wyścielone są bardzo dobrze unaczynioną błoną śluzową z nabłonkiem migawkowym, której gruczoły pokrywają cały odcinek śluzowatą wydzieliną.
Powietrze wdychane przez nos jest oczyszczane z kurzu, bakterii przez śluz i nawilżane. Dodatkowo podczas pasażu przez górny odcinek dróg oddechowych powietrze jest ogrzewane, lub schładzane. Następnie powietrze przepływa do gardła i krtani. Na tym odcinku drogi oddechowe i przewód pokarmowy krzyżują się. Krtań przez otwarcie nagłośni umożliwia dalszą wędrówkę powietrza do dolnego odcinka dróg oddechowych a zamknięcie jej podczas połykania zabezpiecza drogi oddechowe przed dostaniem się pokarmu do ich światła (zachłyśnięcie).

## Choroby górnego odcinka dróg oddechowych
- infekcyjne:
  - nieżyt jamy nosowej
  - zapalenie migdałków podniebiennych
  - zapalenie zatok przynosowych
  - zapalenie krtani

- nowotworowe:
  - raki jamy ustnej (rak języka, rak ślinianki)
  - rak krtani